# Schwarz-Weiß Erfurt Volley-Team 2020-2021
Questa voce raccoglie le informazioni riguardanti lo Schwarz-Weiß Erfurt Volley-Team nelle competizioni ufficiali della stagione 2020-2021.

## Organigramma societario
Area direttiva
- Presidente: Michael Panse

Area tecnica
- Allenatore: Dirk Sauermann (fino a dicembre)[1], Gil Ferrer Cutiño (da gennaio)[2]
- Allenatore in seconda: Thomas Bauch
- Scoutman: Hayden Nichol

Area sanitaria
- Medico: Anja Merte, Ilka Merte

## Rosa
| N° | Nome                 | Ruolo | Data di nascita  | Nazionalità sportiva |
| -- | -------------------- | ----- | ---------------- | -------------------- |
| 1  | Anastasija Grečanaja | S     | 2 aprile 1996    | Russia               |
| 2  | Madeline Palmer      | S     | 9 ottobre 1995   | Stati Uniti          |
| 3  | Sara Kovac           | O     | 16 dicembre 1993 | Canada               |
| 4  | Paula Reinisch       | S     | 7 ottobre 1998   | Germania             |
| 5  | Sabrina Krause       | C     | 18 dicembre 1998 | Germania             |
| 6  | Michelle Petter      | L     | 4 febbraio 1997  | Germania             |
| 7  | Mia Anna Stauß       | L     | 1º agosto 2002   | Germania             |
| 8  | Sindy Lenz           | S     | 3 ottobre 1998   | Germania             |
| 10 | Victoria Michel Tosi | C     | 1º luglio 1999   | Argentina            |
| 11 | Jasmine Gross        | C     | 30 maggio 1998   | Stati Uniti          |
| 12 | Meghan Barthel       | P     | 23 marzo 2000    | Germania             |
| 12 | Bianka Werner        | P     | 20 gennaio 2002  | Germania             |
| 14 | Rica Maase           | O     | 22 novembre 1999 | Germania             |
| 15 | Franca Merte         | C     | 14 giugno 2004   | Germania             |
| 18 | Madelyn Cole         | P     | 31 dicembre 1997 | Stati Uniti          |

## Statistiche

### Statistiche di squadra
| Competizione      | Punti | In casa | In casa | In casa | In trasferta | In trasferta | In trasferta | Totale | Totale | Totale |
| Competizione      | Punti | G       | V       | P       | G            | V            | P            | G      | V      | P      |
| ----------------- | ----- | ------- | ------- | ------- | ------------ | ------------ | ------------ | ------ | ------ | ------ |
| 1. Bundesliga     | 6     | 10      | 2       | 8       | 10           | 0            | 10           | 20     | 2      | 18     |
| Coppa di Germania | -     | 0       | 0       | 0       | 1            | 0            | 1            | 1      | 0      | 1      |
| Totale            | -     | 10      | 2       | 8       | 11           | 0            | 11           | 21     | 2      | 19     |

G = partite giocate; V = partite vinte; P = partite perse

### Statistiche dei giocatori
| Giocatore      | 1. Bundesliga | 1. Bundesliga | 1. Bundesliga | 1. Bundesliga | 1. Bundesliga | Coppa di Germania | Coppa di Germania | Coppa di Germania | Coppa di Germania | Coppa di Germania | Totale | Totale | Totale | Totale | Totale |
| Giocatore      | P             | PT            | AV            | MV            | BV            | P                 | PT                | AV                | MV                | BV                | P      | PT     | AV     | MV     | BV     |
| -------------- | ------------- | ------------- | ------------- | ------------- | ------------- | ----------------- | ----------------- | ----------------- | ----------------- | ----------------- | ------ | ------ | ------ | ------ | ------ |
| M. Barthel     | 19            | 19            | 9             | 5             | 5             | 1                 | 1                 | 0                 | 1                 | 0                 | 20     | 20     | 9      | 6      | 5      |
| M. Cole        | 15            | 26            | 8             | 12            | 6             | 1                 | 1                 | 1                 | 0                 | 0                 | 16     | 27     | 9      | 12     | 6      |
| A. Grečanaja   | 8             | 9             | 8             | 0             | 1             | -                 | -                 | -                 | -                 | -                 | 8      | 9      | 8      | 0      | 1      |
| J. Gross       | 20            | 165           | 117           | 39            | 9             | 1                 | 8                 | 6                 | 2                 | 0                 | 21     | 173    | 123    | 41     | 9      |
| S. Kovac       | 18            | 162           | 135           | 11            | 16            | 1                 | 7                 | 6                 | 1                 | 0                 | 19     | 169    | 141    | 12     | 16     |
| S. Krause      | 11            | 16            | 6             | 4             | 6             | 0                 | 0                 | 0                 | 0                 | 0                 | 11     | 16     | 6      | 4      | 6      |
| S. Lenz        | 20            | 170           | 153           | 6             | 11            | 1                 | 4                 | 3                 | 1                 | 0                 | 21     | 174    | 156    | 7      | 11     |
| R. Maase       | 18            | 109           | 93            | 12            | 4             | 1                 | 1                 | 1                 | 0                 | 0                 | 19     | 110    | 94     | 12     | 4      |
| F. Merte       | 0             | 0             | 0             | 0             | 0             | -                 | -                 | -                 | -                 | -                 | 0      | 0      | 0      | 0      | 0      |
| V. Michel Tosi | 19            | 90            | 58            | 26            | 6             | 1                 | 3                 | 3                 | 0                 | 0                 | 20     | 93     | 61     | 26     | 6      |
| M. Palmer      | 18            | 204           | 179           | 18            | 7             | -                 | -                 | -                 | -                 | -                 | 18     | 204    | 179    | 18     | 7      |
| M. Petter      | 20            | 1             | 1             | 0             | 0             | 1                 | 0                 | 0                 | 0                 | 0                 | 21     | 1      | 1      | 0      | 0      |
| P. Reinisch    | 17            | 38            | 29            | 4             | 5             | 1                 | 6                 | 5                 | 0                 | 1                 | 18     | 44     | 34     | 4      | 6      |
| M.A. Stauß     | 1             | 0             | 0             | 0             | 0             | -                 | -                 | -                 | -                 | -                 | 1      | 0      | 0      | 0      | 0      |
| B. Werner      | 2             | 0             | 0             | 0             | 0             | -                 | -                 | -                 | -                 | -                 | 2      | 0      | 0      | 0      | 0      |

P = presenze; PT = punti totali; AV = attacchi vincenti; MV = muri vincenti; BV = battute vincenti